# Devdas (film, 1935)
Pour les articles homonymes, voir Devdas (homonymie).
Pour plus de détails, voir Fiche technique et Distribution.
Devdas est un film indien en hindi réalisé par P. C. Barua en 1935. Il s'agit de la seconde des trois adaptations cinématographiques de la nouvelle éponyme de Sarat Chandra Chatterjee produite par le studio New Theatres en 1935. La première, en bengali, également réalisée par P. C. Barua, est sortie quelques mois auparavant. P.V. Rao réalise la troisième adaptation en tamoul qui sort dans la présidence de Madras en 1937.

## Synopsis
Au tournant du XXe siècle au Bengale, Devdas (K. L. Saigal) est un jeune homme insouciant d'une vingtaine d'années qui fréquente Parvati (Jamuna), une jeune fille de son village qu'il connait depuis qu'ils ont fréquenté ensemble les bancs de l'école. Elle est amoureuse de lui et voudrait bien l'épouser, mais lui laisse planer le doute. Un jour, le père de Devdas, un riche propriétaire terrien, décide de l'envoyer à Calcutta poursuivre ses études. Il essaye de résister mais la pression familiale est trop forte et, à contre-cœur, il doit quitter son village et Parvati. À Calcutta chez son oncle, il fait la connaissance de Chunilal (A. H. Shore), un agent d'assurance filou et bon-vivant qui tente de transformer le jeune villageois timide en citadin à la mode.
Pendant ce temps, Parvati croit que Devdas va revenir l'épouser et sa mère entame des négociations pour sceller leur union. Mais le père de Devdas s'y oppose fermement, arguant d'une différence de fortune qui ternirait l'honneur de sa famille. En retour, le père de Parvati, vexé, décide de marier rapidement sa fille à un très riche veuf de presque 40 ans. Devdas apprend avec amertume la nouvelle des futures noces de Parvati lorsqu'il revient pour les vacances universitaires mais n'émet pas d'objection. En dernier recours, Parvati brave l'interdit et se rend une nuit seule chez lui pour le prier d'agir enfin. Devdas s'en ouvre timidement à ses parents le lendemain mais face à leur réprobation véhémente, retourne immédiatement à Calcutta d'où il écrit une lettre à Parvati lui demandant de l'oublier. Aux vacances suivantes, il rassemble son courage et, comme si rien ne s'était passé, promet à la jeune femme qu'il trouvera les mots pour convaincre sa famille de les laisser se marier. Mais il est trop tard. Elle le rejette sans ménagement se montrant fière d'avoir été choisie et d'épouser un homme très riche. De rage, Devdas la frappe et lui inflige une vilaine cicatrice sur le front.
Parvati rejoint alors son mari et arrive dans un palais triste de la mort de la maîtresse de maison qu'elle remplace. De son côté, Devdas est reparti à Calcutta dégoûté de lui-même et de la vie, pleurant sa Parvati perdue à jamais. Il fréquente le khota de Chandramukhi (Rajkumari), une jeune courtisane que lui avait présenté Chunilal. Elle l'aime, même s'il la méprise et qu'il s'adonne maintenant à la boisson. À la mort de son père, sa mère va habiter à Bénarès et il perd les dernières attaches avec son village. Il donne alors sa part d'héritage à son frère, congédie Dharmadras (Nemo) son fidèle serviteur, puis s'enfonce un peu plus dans l'alcool. Ce dernier, désespéré de constater la déchéance de celui qu'il a élevé, va trouver Parvati et lui décrit l'état du jeune homme. Elle se rend chez lui pour tenter de le convaincre d'arrêter de boire, mais c'est peine perdue. Devdas est désabusé, presque cynique, au point de lui promettre de venir la voir une dernière fois avant de mourir. 
Bien qu'elle soit plus jeune que les enfants de son époux, Parvati se comporte en mère sage et bienveillante. Elle réconcilie Yashoda sa belle-fille avec sa famille,  organise le mariage de Mohan (P. C. Barua) son gendre et redonne le sourire à son mari. Elle fait aussi distribuer de la nourriture aux pauvres et le palais retrouve doucement la joie de vivre.  Pendant ce temps, Devdas boit toujours plus. Pour gagner son cœur et son respect, Chandramukhi quitte la courtisanerie. Mais il disparaît, errant maintenant ivre dans les rues de Calcutta. Elle finit par le retrouver dans un caniveau et avec l'aide de Dharmadras, le soigne chez elle pendant de longues semaines. Son foie est atteint.  Au moment où elle pourrait penser qu'il revient à la vie, Devdas la quitte et part avec son serviteur sillonner sans but le pays. Il replonge plus que jamais dans l'alcool et une nuit, il vomit du sang. Sentant sa fin imminente, il entame un dernier voyage pour accomplir la promesse qu'il avait faite à Parvati de venir la voir avant de mourir.  
Il meurt en arrivant au palais de Parvati sans l'avoir revue. Apprenant qu'il gît dehors, elle se précipite pour le retrouver, mais les lourdes portes se referment. Elle ne le reverra jamais. 

## Fiche technique
Sauf indication contraire ou complémentaire, les informations mentionnées dans cette section proviennent du générique de fin de l'œuvre audiovisuelle présentée ici.
- Titre : Devdas (hindi : देवदास, ourdou : دیوداس, bengali : দেবদাস)
- Réalisation : P. C. Barua
- Assistant réalisateur : Phani Majumdar
- Scénario : P. C. Barua d'après la nouvelle éponyme de Sarat Chandra Chatterjee
- Dialogues : A. H. Shore et Kidar Nath Sharma
- Photographie : Bimal Roy[note 1]
- Direction musicale : Timir Baran
- Lyrics : Kidar Nath Sharma
- Son : Loken Bose
- Montage : Subodh Mitter
- Production : B.N. Sircar
- Chargé de production : Jatin Mitter
- Société de production : New Theatres
- Pays d’origine :  Raj britannique
- Langue originale : hindi
- Format : Noir et blanc - 35 mm
- Genre : Film dramatique
- Durée : 141 min[1],[2],[note 2], 12 319 pieds[5]
- Date de sortie : 
  -  Raj britannique : 6 septembre 1935 (Première au cinéma Minerva Talkies à Bombay)
- License :  domaine public depuis 1995

## Distribution
Sauf mention contraire, la distribution est établie à partir du générique du film.
- K. L. Saigal : Devdas Mukherji
- Kailash : Ramdas, le frère de Devdas
- Biswanath : Narayan Mukherji, le père de Devdas
- Nemo : Dharmadas, le serviteur de Devdas
- Jamuna : Parvati Chakravarty
- Hemnalini : la mère de Parvati
- Sitara[note 3] : Manorama, l'amie de Parvati
- Yusuf Attia : Rai Saheb, le mari de Parvati
- Sahana : Yashoda, la belle-fille de Parvati
- P. C. Barua (sous le pseudonyme de Mr. Raju) : Mohan, le gendre de Parvati
- Kidar Nath Sharma : Jagannath, le serviteur de Mohan
- Rajkumari : Chandramukhi
- A. H. Shore : Chunnilal, l'ami de Devdas à Calcutta
- Pahari Sanyal : un ami de Chunnilal
- Kshetrabala : Piyari
- K. C. Dey : Bairaji, le chanteur aveugle
- Vikram Kapoor : le conducteur de charette
- Ramkumari : Padma
- Roshanara : une servante

Photos des acteurs principaux.
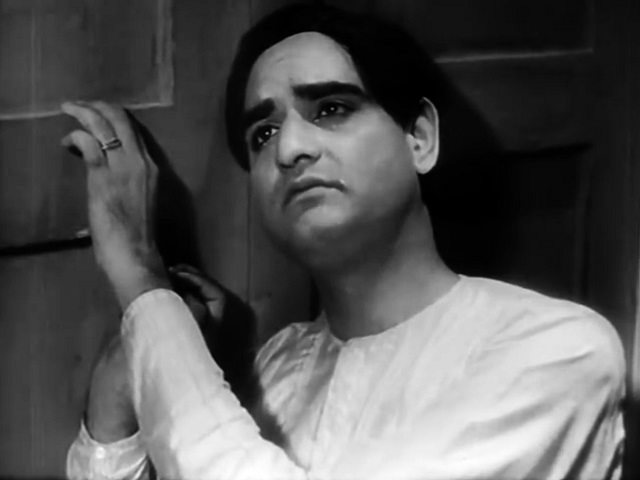
Devdas - K. L. Saigal
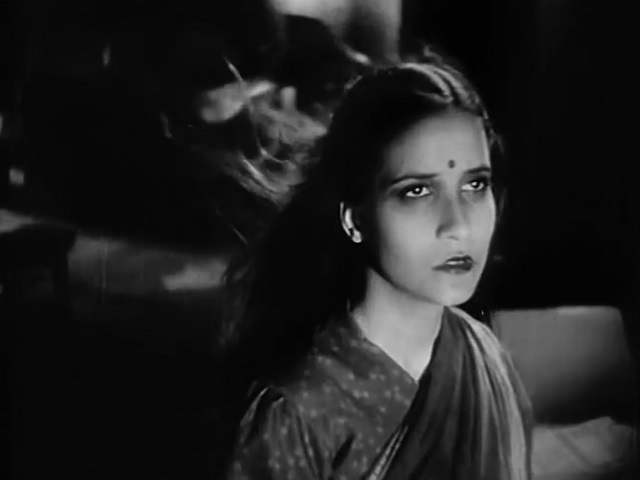
Parvati - Jamuna
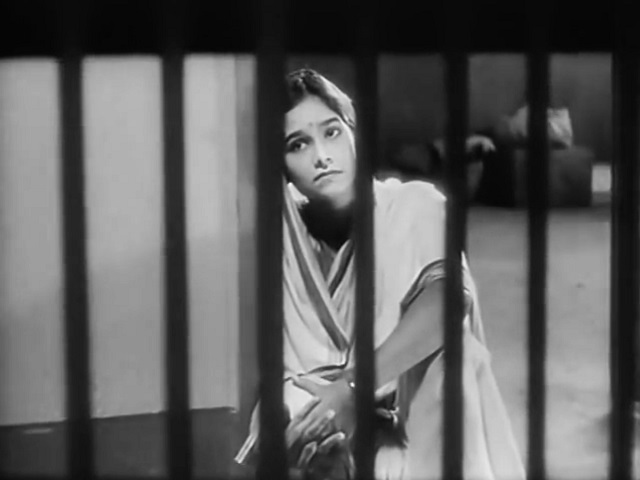
Chandramukhi - Rajkumari
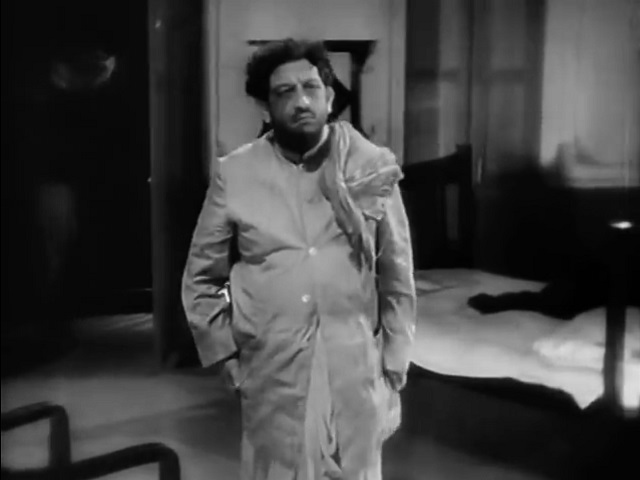
Dharmadas - Nemo
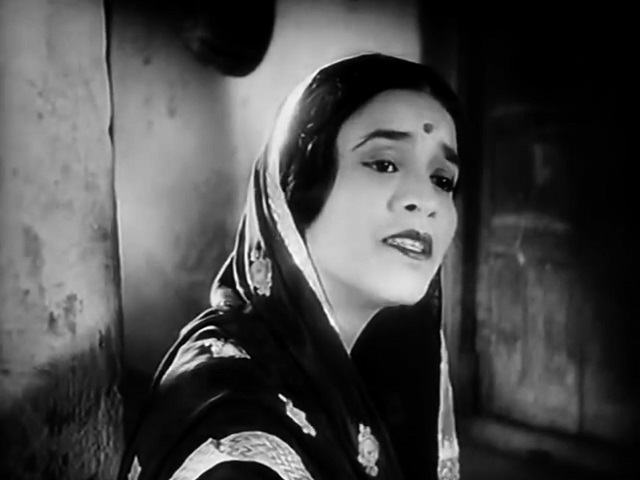
Manorama - Sitara
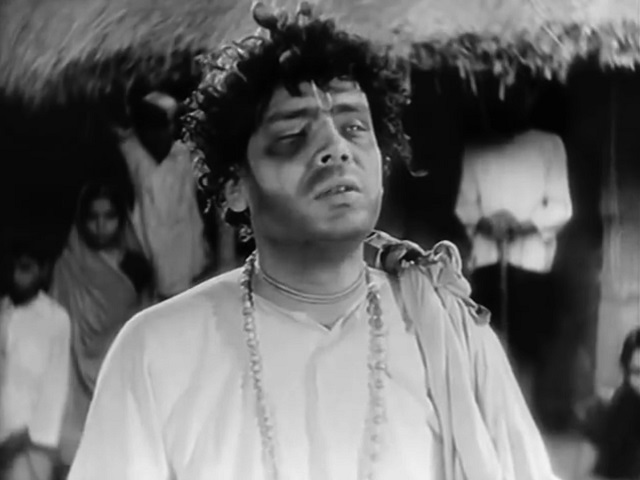
K. C. Dey
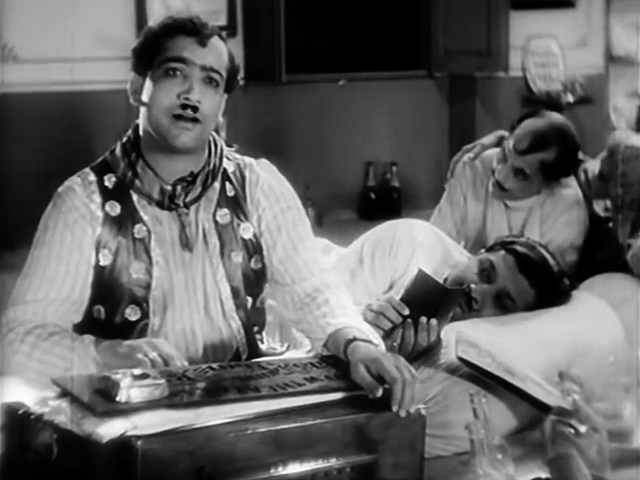
Pahari Sanyal
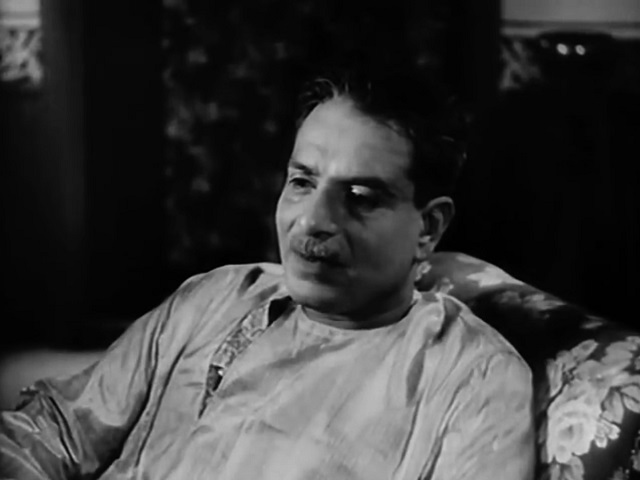
Rai Saheb - Yusuf Attia
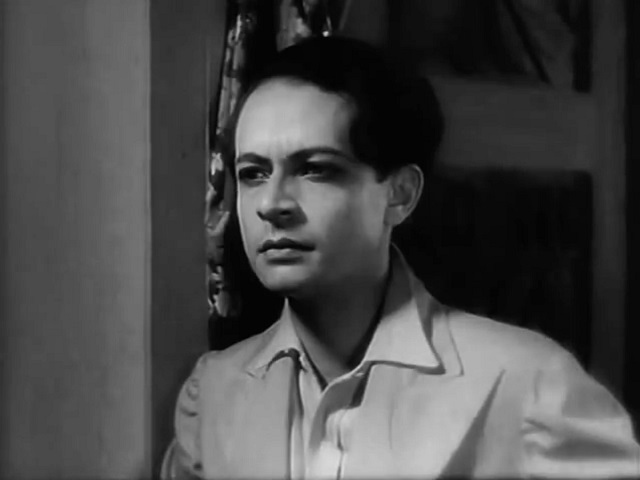
Mohan - P. C. Barua

## Production

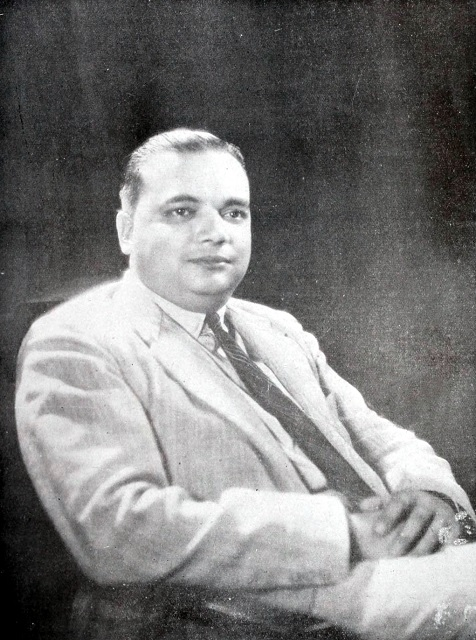
B.N. Sircar, le patron du studio New Theatres

Depuis ses débuts, le studio New Theatres de Calcutta cherchait à s'ouvrir à un marché beaucoup plus vaste que celui du Bengale en produisant des films en hindi-ourdou destinés au plus grand nombre à côté de productions plus exigeantes en bengali. Ces premiers films hindis s’inspiraient souvent de genres cinématographiques alors en vogue au nord de l'Inde, relatant principalement des fantaisies orientales ou étant tirés du théâtre parsi. Mais à la suite des échecs répétés de ces films grand-public et par contre du succès considérable du remake en hindi de Chandidas par Nitin Bose en 1934, le studio change de stratégie. Il cherche plutôt à capitaliser sur son esthétique propre et s'oriente vers des films bilingues hindi et bengali, c'est-à-dire réalisés simultanément  dans les deux langues avec souvent la même distribution et sortis en salle parfois à quelques mois d'intervalle. Ce n'est pourtant pas le cas de Devdas qui est tourné d'abord en bengali puis refait presque à l'identique en hindi quelques semaines plus tard. Il suit ainsi la même trajectoire que Chandidas dont le succès de la première version bengali avait été à l'origine de son remake en hindi.

## Musique

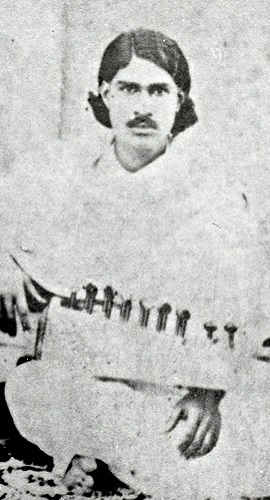
Timir Baran (vers 1925)

Devdas comporte douze chansons écrites par Timir Baran sur des paroles de Kidar Nath Sharma. Comme il était d'usage à l'époque, la plupart d'entre-elles ont été enregistrées en son direct, les musiciens étant assis dans le studio à proximité des acteurs-chanteurs. L'une d'entre-elles cependant, Naa Pi Ki Nagariya Aaye Hai, semble avoir été réalisée en playback dont le procédé avait été mis au point en mai 1935 par l'ingénieur du son Mukul Bose au studio New Theatres,. Comme il était d'usage, certaines chansons ont été ré-enregistrées en studio après la sortie du film et publiées en 78 tours de deux titres. Le film comporte par ailleurs une musique d'accompagnement, utilisée pour souligner les sentiments des personnages. 
Timir Baran, ancien élève d'Allauddin Khan, était préalablement le compositeur et le chef d'orchestre de la troupe d'Uday Shankar, mais probablement lassé des tournées internationales, il avait rejoint New Theatres au début de l'année 1934. Devenu le directeur musical du Studio n°2, la seconde unité de production de New Theatres à Tollygunge, il perfectionne la technique musicale d'R.C. Boral et innove en mettant en place un petit orchestre composé alors de 10 à 12 musiciens. Devdas est le premier film indien disposant d'une musique véritablement orchestrée. 
P. C. Barua souhaitait que la musique de la version hindie du film soit écrite par R.C Boral et Pankaj Mullick comme pour la version bengali qu'il venait de réaliser. Mais Jatin Mitter, le responsable du Studio n°2 où le film était réalisé, a argumenté que Timir Baran  en était le directeur musical attitré. Il a donc a été retenu pour ce qui est son premier film comme directeur musical. Bien lui en a pris car la musique du film fut un immense succès qui propulsa la carrière de K. L. Saigal. Le magazine Filmindia écrit ainsi à sa mort en février 1947 : «  Ce fut à la sortie de Devdas que la voix d'or de Saigal a touché la corde sensible de millions de cœurs. La toute première chanson, Baalam Aaye Baso More Man Mein, fut reçue avec tellement d’enthousiasme que dans la partie dramatique du film, quand Saigal chante sa fameuse Dukh Ke Ab Deen Bitat Nahi, les foules n'ont pas eu besoin de beaucoup serrer leurs cœurs pour verser des larmes de sympathie pour leur héros ». 
Mais K. L. Saigal était déjà une très grande vedette avant même la sortie du film. Il se dit par exemple que Dukh Ke Ab Deen Bitat Nahi a été ajoutée à la demande du distributeur de la région du Pendjab qui estimait que le film n'aurait pas de succès sans une chanson sentimentale interprétée par l'acteur-chanteur pendjabi.  
La musique n'échappe pas à des controverses de paternité. Ainsi, des décennies après la sortie du film, le parolier Kidar Nath Sharma indique que Baalam Aaye Baso More Man Mein et Dukh Ke Ab Deen Bitat Nahi, les deux chansons les plus célèbres du film, auraient été en réalité composées par K. L. Saigal lui-même, Timir Baran s'étant contenté de les arranger. Et dans un documentaire réalisé en 2007, le documentariste Pavan Jha laisse entendre que ces deux chansons sont l'oeuvre de Khemchand Prakash, alors assistant de Timir Baran et lui-même futur directeur musical. 

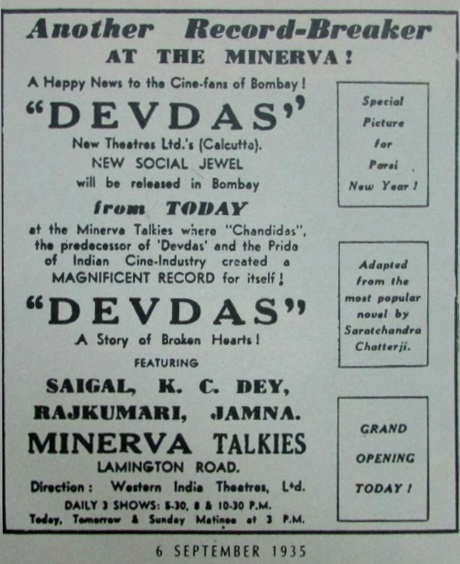
Publicité pour la sortie de Devdas au Minerva publiée dans le Times of India le 6 septembre 1935

| Titre                                         | Interprète    | Durée |
| --------------------------------------------- | ------------- | ----- |
| Baalam Aaye Baso More Man Mein                | K. L. Saigal  | 3:55  |
| Dukh Ke Ab Deen Bitat Nahi                    | K. L. Saigal  | 2:24  |
| Roshan Hai Tere Dam Se Duniyaa Kaa Parikaanaa | Pahari Sanyal | 2:48  |
| Chhute Asir To Badalaa Huaa Zamaanaa Thaa     | Pahari Sanyal | 4:07  |
| Naahi Aaye Ghanashyaam Gheri Aai Badari       | Rajkumari     | 2:05  |
| Mat Bhool Musafir Tujhe Jaana Hi Padega       | K.C. Dey      | 2:59  |
| Na Aaya Man Ka Meet Umariya Beet Gayi Saari   | K.C. Dey      | 3:02  |
| Naa Pi Ki Nagariya Aaye Hai                   | Pahari Sanyal | 2:01  |
| Teri Maut Khadee Hai Ho Sarhaane Idhar        | K.C. Dey      | 1:52  |
| Piya Bin Nahin Avat Chain                     | K. L. Saigal  | 3:39  |
| Koi Jaboo                                     | Pahari Sanyal | 0:23  |
| Danse de la courtisane                        | -             | 1:08  |